# ROCS Hai Lung (SS-793)
El ROCS Hai Lung (SS-793) es un submarino de ataque diésel-eléctrico de la marina de guerra de la República de China. Es uno de los dos submarinos de la clase Hai Lung (basada en la clase Zwaardvis neerlandesa); el otro es el ROCS Hai Hu.
Fue construido en Países Bajos, siendo colocada la quilla en 1982, botado el casco en 1986; y asignado en 1987. Ambos, Hai Lung y Hai Hu, permanecen en servicio actualmente; en 2018 fue anunciada su modernización.